# HMS Haydon (L75)
HMS Haydon (L75) là một tàu khu trục hộ tống lớp Hunt Kiểu III của Hải quân Hoàng gia Anh Quốc được hạ thủy và nhập biên chế năm 1942. Nó đã hoạt động trong suốt Chiến tranh Thế giới thứ hai, ngừng hoạt động năm 1947 và bị bán để tháo dỡ năm 1958.

## Thiết kế và chế tạo
Haydon được đặt hàng vào ngày 23 tháng 8, 1940 cho hãng Vickers-Armstrongs tại Newcastle trong Chương trình Chiến tranh Khẩn cấp 1940 và được đặt lườn vào ngày 1 tháng 5, 1941. Nó được hạ thủy vào ngày 2 tháng 4, 1942 và hoàn tất vào ngày 24 tháng 10 năm 1942. Con tàu được cộng đồng dân cư Wallsend thuộc hạt Northumberland đỡ đầu trong khuôn khổ cuộc vận động gây quỹ Tuần lễ Tàu chiến năm 1942. Tên nó được đặt theo rừng săn cáo Haydon tại Northumberland, và là chiếc tàu chiến duy nhất của Hải quân Anh được đặt cái tên này.

## Lịch sử hoạt động

### 1942
Haydon chuyển đến Scapa Flow sau khi hoàn tất chạy thử máy, nơi nó gia nhập Hạm đội Nhà và tiếp tục được trang bị hoàn thiện. Vào ngày 18 tháng 12, nó tham gia thành phần hộ tống cho Đoàn tàu WS25 khởi hành từ Clyde trong hành trình đi Nam Phi. Thành phần hộ tống còn bao gồm các tàu khu trục Badsworth (L03), Wolverine (D78), Quilliam (G09) và Rockwood (L39) cùng các tàu buôn tuần dương vũ trang Carnarvon Castle (F25) và Cheshire (F18). Nó cùng Badsworth và Wolverine tách khỏi Đoàn tàu WS25 vào ngày 24 tháng 12 để chuyển hướng đến Gibraltar.

### 1943
Haydon được bố trí hoạt động từ Gibraltar trong vai trò hộ tống các đoàn tàu vận tải tại khu vực Đại Tây Dương và Đông Địa Trung Hải. Sang tháng 3, 1943, nó được điều sang Chi hạm đội Khu trục 22 đặt căn cứ tại Algiers, và hoạt động tuần tra, hộ tống vận tải ven biển cũng như hỗ trợ các chiến dịch trên bộ tại Bắc Phi. Vào ngày 13 tháng 5, đang khi hộ tống cho Đoàn tàu KMS15/UGS8 đi từ Gibraltar đến Oran, nó bị tàu ngầm đối phương tấn công, nhưng quả ngư lôi đã trượt không trúng đích.
Đến tháng 6, Haydon được điều động sang Đội khu trục 59 đặt căn cứ tại Oran, tiếp tục nhiệm vụ tuần tra và hộ tống vận tải. Nó sau đó được huy động tham gia Chiến dịch Husky, cuộc đổ bộ của lực lượng Đồng Minh lên Sicily, Ý, gia nhập Đội hộ tống S trong vai trò hộ tống các tàu đổ bộ, bắn hải pháo hỗ trợ và tuần tra. Nó đi đến Algiers để tham gia Đoàn tàu KMS18, lên đường vào ngày 5 tháng 7, tách ra để tiếp nhiên liệu vào ngày 8 tháng 7 và sáp nhập trở lại, và đi đến ngoài khơi bãi đổ bộ Bark West hai ngày sau đó, nơi nó hỗ trợ cho cuộc đổ bộ.
Đến tháng 9, Haydon được điều sang Đội hộ tống 50 đặt căn cứ tại Algiers nhầm chuẩn bị để tham gia Chiến dịch Avalanche, cuộc đổ bộ của lực lượng Đồng Minh lên Salerno, Ý. Nó được bố trí bảo vệ cho các tàu sân bay để hỗ trợ cho cuộc đổ bộ.
Sang tháng 10, Haydon được bố trí sang khu vực Đông Địa Trung Hải và hoạt động trong vùng biển Aegean, làm nhiệm vụ tuần tra, hộ tống vận tải và hỗ trợ các hoạt động của quân du kích Nam Tư; nó được điều trở lại Malta vào tháng 12.

### 1944
Haydon gia nhập Chi hạm đội Khu trục 18 tại Malta vào tháng 1, 1944, tiếp tục vai trò hộ tống vận tải và tuần tra chống tàu ngầm. Vào tháng 7, nó chuyển đến Naples và tạm thời đặt dưới quyền chỉ đạo tác chiến của Hải quân Hoa Kỳ nhằm chuẩn bị cho Chiến dịch Dragoon, cuộc đổ bộ của lực lượng Đồng Minh lên miền Nam nước Pháp. Khi chiến dịch tiến hành vào tháng 8, nó hộ tống các đoàn tàu vận tải tiếp liệu theo sau cuộc đổ bộ; và khi chiến dịch kết thúc vào tháng 9, nó quay trở lại dưới quyền chỉ huy của Hải quân Hoàng gia, và tiếp nối nhiệm vụ tuần tra và hộ tống vận tải tại khu vực Trung tâm Địa Trung Hải.
Sang tháng 10, Haydon được điều động quay trở về vùng biển nhà, và gia nhập Chi hạm đội khu trục 21 để tăng cường cho việc tuần tra chống tàu ngầm nhằm bảo vệ các đoàn tàu vận tải ven biển tại khu vực eo biển Manche và Bắc Hải. Vào giai đoạn này, đối phương tăng cường đánh phá bằng tàu ngầm trang bị ống hơi; cũng như các đoàn tàu vận tải vượt Đại Tây Dương giờ đây băng qua eo biển Manche để đến thẳng các cảng tại lục địa Châu Âu.

### 1945
Haydon tiếp tục hoạt động hộ tống vận tải tại khu vực eo biển Manche và Bắc Hải, đảm nhiệm thêm việc truy lùng tàu phóng lôi E-boat đối phương hoạt động rải thủy lôi vào ban đêm.
Sang tháng 5, 1945, Haydon được dự định điều sang tăng cường cho Hạm đội Viễn Đông đang hoạt động tại Đông Nam Á. Nó đi đến Malta và được đại tu tại xưởng tàu tại đây; tuy nhiên do Nhật Bản đã chấp nhận đầu hàng vào ngày 15 tháng 8, kế hoạch điều động sang Viễn Đông bị hủy bỏ, và nó được giữ lại Hạm đội Địa Trung Hải trong thành phần Chi hạm đội Khu trục 3.

### Sau chiến tranh
Haydon phục vụ tại Malta cho đến tháng 7, 1947, khi nó bị hư hại nặng do tai nạn hỏa hoạn và được rút khỏi hoạt động. Con tàu được đưa về Chatham vào cuối năm 1947 để sửa chữa, rồi đưa về thành phần dự bị tại Sheerness trước khi chuyển đến Hartlepool vào năm 1948. Con tàu được đưa vào Danh sách loại bỏ vào tháng 3, 1958 và được bán cho hãng BISCO vào ngày 17 tháng 5, và được tháo dỡ tại xưởng tàu của hãng Clayton & Davie ở Dunston-on-Tyne từ ngày 18 tháng 5, 1958.